# Granatäpfel und Myrrhe
 Granatäpfel und Myrrhe (arab. المر والرمان al-mor wa al-rumman) ist ein palästinensisch-deutsch-französischer Film aus dem Jahr 2008. Mit diesem Film gab die junge Palästinenserin Najwa Najjar ihr Debüt als Regisseurin. Er erhielt auf zahlreichen Festivals Auszeichnungen.

## Handlung
Mit einem großen Fest heiraten Kamar und der Olivenplantagenbesitzer Zaid. Kurze Zeit später kommt die israelische Armee und beschlagnahmt einen großen Teil ihres Besitzes. Dagegen wehrt sich Zaid und wird verhaftet. Von Kamar wird erwartet, dass sie sich der Familie unterordnet und auf ihre Tanzleidenschaft verzichtet. Sie ist eine begeisterte Tänzerin, die bis dahin regelmäßig zum Training in eine Tanzschule ging und auch öffentlich auftrat. Kamar hilft ihrer Familie bei der Olivenernte und besucht nur heimlich das Tanztraining. Dabei trifft sie auf Kais, den neuen Choreographen der Tänzer. Er war im Libanon im Exil und kam zurück, um den Jahrmarkt zu pachten und wieder zu eröffnen, der seinem Vater früher gehörte. Kamar und Kais fühlen eine Seelenverwandtschaft, wodurch Kamar zunehmend in einen Gefühlskonflikt gerät. So oft es geht, besucht sie ihren Ehemann Zaid im Gefängnis. Dieser bestärkt sie, wieder zum Tanztraining zu gehen, weil er weiß, wie wichtig ihr das ist. Kamar fällt die Entscheidung für die Organisation der Olivenernte und gegen die Tanzpremiere, wodurch sie sich in der Familie Respekt verschafft. Dennoch taucht sie bei der Premiere auf und Kais verlangt, dass sie sich zu ihm bekennt. Kamar entscheidet sich jedoch für ihre Familie.

## Kritik
„Granatäpfel und Myrrhe“ war zu dem Zeitpunkt seiner Entstehung der erste abendfüllende Spielfilm einer palästinensischen Regisseurin überhaupt. Bis heute löst der Film in seinem Entstehungsland Proteste aus, nimmt er doch die Perspektive der Frauen ein und engagiert sich für deren Recht auf Selbstbestimmung in einer islamischen Männergesellschaft.